# Чапчал серкин
Чапчал серкин (Чапчальские новости) — еженедельная газета на сибинском диалекте, издающаяся в Чапчал-Сибоском автономном уезде (Или-Казахский автономный округ, Синьцзян-Уйгурский автономный район, Китай). Является единственной в мире газете на сибинском диалекте.
Газета основана в Кульдже в июле 1946 года под названием «Голос свободы». В 1954 переименована в «Новости новой жизни». С 1956 года газета стала издаваться в Чапчале. В июне 1966 года, в ходе культурной революции, газета была закрыта. Вновь стала издаваться в октябре 1974.
По состоянию на 2007 год тираж газеты составляет 1300 экз. Заголовок газеты печатается на 4 языках: сибинском диалекте, китайском (察布查尔报), уйгурском (چاپچال گېزىت) и казахском (چاپچال گازەت). Около 80 % материалов газеты являются переводом сообщений информационного агентства Синьхуа.